# SN 2010ks
SN 2010ks – supernowa odkryta 11 grudnia 2010 roku w galaktyce UGC 5622. W momencie odkrycia miała maksymalną jasność 17,00m.